# 돈에 눌려 죽은 사나이
"돈에 눌려 죽은 사나이"는 한국에서 제작된 심우섭 감독의 1971년 영화이다. 구봉서 등이 주연으로 출연하였고 홍정기 등이 제작에 참여하였다.

## 출연

### 주연
- 구봉서
- 최지희